# Symfonie nr. 4 (Frankel)
De Britse componist Benjamin Frankel voltooide zijn Symfonie nr. 4 in 1966.
Frankel begon relatief laat aan het genre symfonie, maar leek er toen ook geen genoeg van te krijgen. Zijn eerste symfonie verscheen in 1958; hij was toen 52 jaar. In relatief hoog tempo verschenen tot 1973 acht symfonieën. In die tussentijd was Frankel naar Zwitserland verhuisd om zich meer te kunnen toeleggen op het componeren van klassieke muziek en dan wel de meer gestructureerde composities en stijlen zoals dodecafonie. Dit kwam tezamen in dit werk van circa 25 minuten. Het werk heeft af en toe de volle klank van de symfonie van Gustav Mahler, dan wel Jean Sibelius (twee voorbeelden van Frankel), maar kan daaraan niet voldoen door de ingevoerde "beperking" van de twaalftoonstechniek. Om zich een weg te banen in dat beperkte genre (je moet alle noten even vaak gebruiken) hield Frankel het eenvoudig. Het begin is daarvoor een voorbeeld, de strijkinstrumenten spelen alleen de hele tonen binnen het systeem (de witte toetsen van de piano, de solotrombonist speelt de halve tonen (de zwarte toetsen). Verderop liet hij deze eenvoudigheid los en ontstond een robuust klinkende symfonie, die ingedeeld kan worden als laat-romantiek.
Waar Frankel afweek van de standaard-symfonie is de indeling. De "standaard"-symfonie heeft vier delen, dan wel drie delen, waarin in een van de delen een tweedeling zit. Dat is hier niet het geval. De symfonie heeft drie delen. Een andere afwijking is het ontbreken van een scherzo, deel 2 heeft een wat hoger tempo maar een vrolijk deel is het niet. Het slot wordt gevormd door het "uitdiepende" deel, doch dat wordt hier niet gevolgd door een finale, maar vormt direct het eind. De luisteraar moet het ook doen zonder slotakkoord, de muziek houdt in een gaande decrescendobeweging op.
De symfonie lag moeilijker dan de andere die van hem verschenen. De symfonie lag vijf jaar op de plank voordat het werd uitgevoerd.

## Muziek

### Delen
- Moderato, Andante con moto
- Quasi allegretto
- Lento

### Orkestratie
- 3 dwarsfluiten waarvan 1 ook piccolo, 3 hobo's, 2 klarinetten, 1 esklarinet, 3 fagotten
- 4 hoorns, 3 trompetten, 3 trombones, 1 tuba
- pauken, 3 man/vrouw percussie, 1 harp
- violen, altviolen, celli, contrabassen

## Discografie
- Uitgave CPO: Queensland Symphony Orchestra o.l.v. Werner Andreas Albert